# Konferencja Grupy Rodzinnej
Konferencja Grupy Rodzinnej (KGR) – metoda pracy z rodziną, mająca na celu zapewnienie bezpieczeństwa przede wszystkim dzieciom, ale także osobom młodym, starszym, chorym. Istotą KGR jest spotkanie jak największej liczby członków rodziny (rodziców, dziadków, kuzynów) i osób bliskich (przyjaciele, zaprzyjaźnieni sąsiedzi itp.), w celu rozwiązania sytuacji problemowej.
Metoda ta jest oparta na modelu ekologicznym (szeroko rozumiane podejście systemowe), który zakłada uwzględnianie w procesie pomocowym udziału szerszego środowiska społecznego. Opiera się na założeniu, że rodzina jest najbardziej kompetentna by sobie pomóc. KGR ma za zadanie wyzwolić działanie oparte na więziach emocjonalnych obecnych w każdej rodzinie.